# Enrico Nizzi
Enrico Nizzi, né le 1er août 1990 à Cavalese, est un fondeur italien.

## Carrière
Enrico Nizzi, membre du club de l'armée CS Esrcito, faisant ses débuts internationaux au Festival olympique de la jeunesse européenne en 2007 à Jaca, se classant seizième du dix kilomètres. Aux Championnats du monde junior de 2009, il est proche d'un podium avec une quatrième au relais. Lors des Championnats du monde junior 2010, à Hinterzarten, il signe son meilleur résultat individuel avec une sixième place (finaliste) au sprint libre.
Il fait ses débuts en Coupe du monde en janvier 2012 à Milan. Lors de la saison 2012-2013, il court les Championnats du monde des moins de 23 ans à Liberec, avec comme résultat une 20e place sur le sprint, performance suivie d'une cinquième place sur un sprint en Coupe OPA.
En décembre 2013, de retour en Coupe du monde, il passe en phase finale du sprint libre de Davos et marque alors ses premiers points avec une 25e place. Qualifié pour les Jeux olympiques de Sotchi, il se classe 43e du sprint libre pour sa seule course au programme.
Lors des trois saisons suivantes, ses participations en Coupe du monde sont moins courantes et ne lui apporte aucun résultat significatif en Coupe OPA. Lors du Tour de ski 2018-2019, il parvient à se qualifier pour les quarts de finales et finit 20e au sprint de Toblach.
Au cours de son ultime saison active dans le cirque blanc en 2019-2020, il monte finalement sur le podium en Coupe OPA au sprint de St. Ulrich (3e). Il devient technicien de ski dans l'équipe italienne de combiné nordique.

## Palmarès

### Jeux olympiques d'hiver
| Épreuve / Édition | Sprint | Sprint                           | 15 km                            | 15 km     | Skiathlon 2 × 15 km | 50 km | Relais | Relais    |
| Épreuve / Édition | libre  | classique                        | libre                            | classique | Skiathlon 2 × 15 km | 50 km | Sprint | 4 × 10 km |
| JO 2014 Sotchi    | 43e    | Épreuve inexistante à cette date | Épreuve inexistante à cette date | —         | —                   | -     | —      | -         |

Légende :
- — : n'a pas participé à cette épreuve

### Coupe du monde
- Meilleur classement général : 122e en 2019.
- Meilleur résultat individuel : 20e.

#### Classements par saison
| Saison    | Classement général final | Classement sprint |
| 2013-2014 | 147e                     | 91e               |
| 2018-2019 | 122e                     | 66e               |

### Coupe OPA
- 1 podium.